# Isabel Sarli

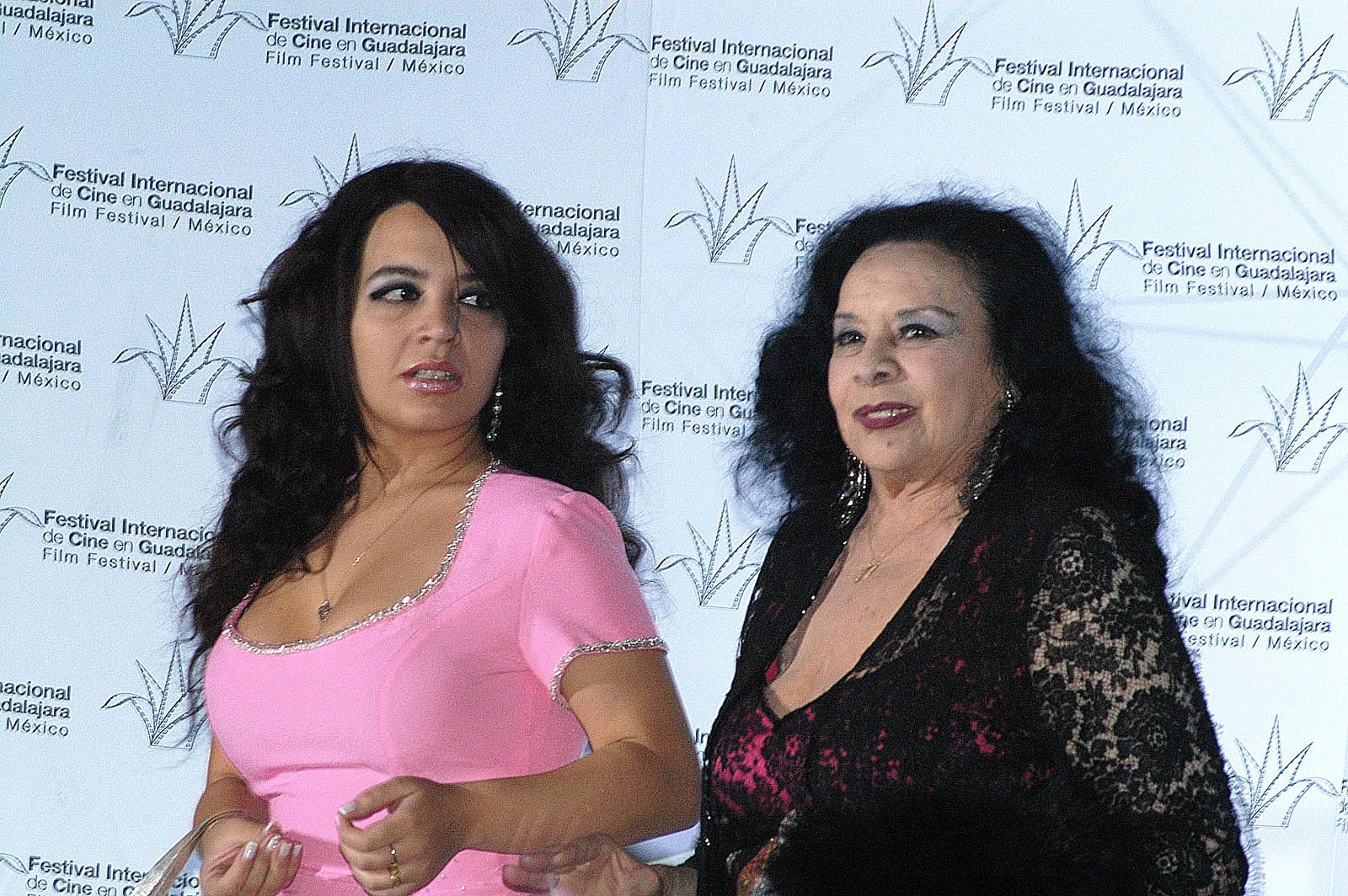
Isabel Sarli mit ihrer Tochter (2008)

Isabel Sarli (eigentlich Hilda Isabel Gorrindo Sarli; * 9. Juli 1929 in Concordia, Provinz Entre Ríos; † 25. Juni 2019 in San Isidro) war eine argentinische Schauspielerin.

## Leben
Sarli gewann 1955 den Wettbewerb Miss Argentina. Dadurch wurde der Regisseur Armando Bó auf sie aufmerksam und durch dessen Filme – meist Sex-Exploitationfilme – wurde sie berühmt.
Als sie 1956 in Bós Film El trueno entre las horas nackt zu sehen war (die erste Nacktszene in einem argentinischen Film), wurde sie durch diesen Skandal über Nacht in ganz Südamerika bekannt. Später arbeitete sie auch mit anderen Regisseuren, wie z. B. Leopoldo Torre Nilsson, durch den sie auf den 15. Filmfestspielen in Cannes 1962 auch einem europäischen Publikum bekannt gemacht wurde. Ihr Schaffen umfasst mehr als 30 Film- und Fernsehproduktionen.
Am 12. Oktober 2012 erklärte die argentinische Präsidentin Cristina Fernández de Kirchner Isabel Sarli zur „Kulturbotschafterin Argentiniens“.

## Filmografie (Auswahl)
- 1956: Die grüne Peitsche (El trueno entre las horas)
- 1960: India
- 1964: La diosa impura
- 1965: Tropische Sinnlichkeit (Lujuria tropical)
- 1966: Naked (La tentacion desnuda)
- 1968: Carne
- 1969: Desnuda en la arena
- 1977: Una mariposa en la noche
- 2009: Arroz con leche
- 2010: Mis días con Gloria